# Giga (danza popolare)
La giga ([ˈdʒiːɡa]), anche gigue ([ʒiɡ]) in francese o jig ([ʒiːɡ]) in inglese, è una danza antica di andamento veloce o molto veloce molto in uso nel XVII e nel XVIII secolo, in tempo ternario. La giga è diffusa in innumerevoli varianti in molte regioni d'Europa.

## Etimologia
L'etimologia è molto controversa: il termine italiano giga deriva dall'inglese jig, Gigge, Jegge: i primi nomi utilizzati per indicare la danza. Secondo alcuni, questo termine, legato al tedesco geige, riporta a un verbo germanico (geigan) con il significato di agitarsi, vibrare. Quest'ultimo, legato all'antico norreno geiga, deriva da geigr, in italiano tremito, il quale potrebbe derivare dai termini francesi gigue o gigot, in italiano gamba, coscia. I seguenti termini potrebbero riferirsi al ballo, se s'intende la gamba e la coscia in movimento. Infatti, da essi derivano giguer, gigoter, che significano sgambettare, ballare, saltare (caratteri designanti la danza). Probabilmente gigue deriva a sua volta dal tedesco alto medievale, gîge, il quale proviene da gîga. Quest'ultimo, infine, riporta all'antico scandinavo gîgja.

## Storia

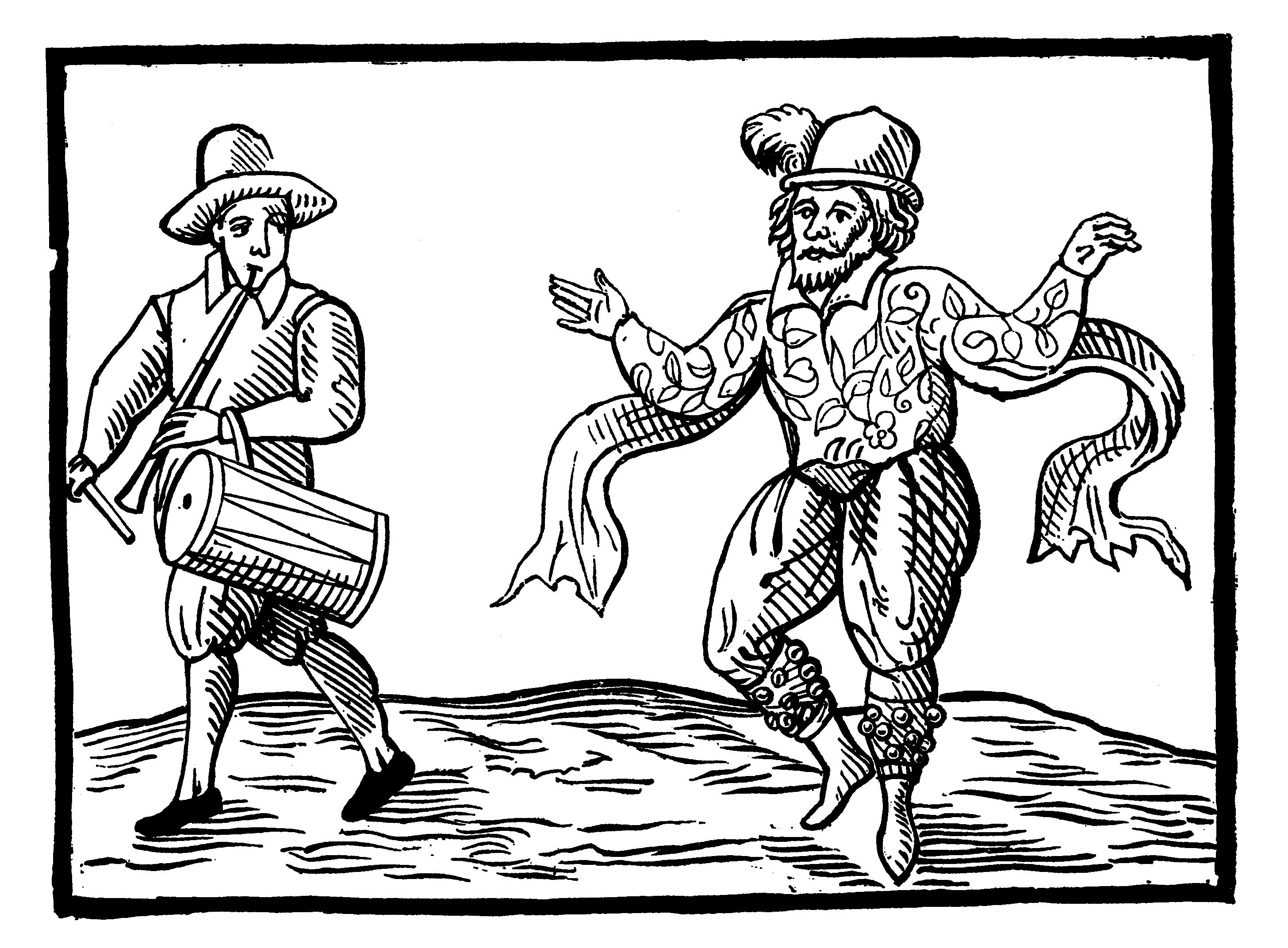
Kempe's Jig, 1600

La giga ha, probabilmente, origini inglesi o irlandesi. Viene citata per la prima volta da G. Martin nel 1589, nel Irish Hayes, Jiggs and Roundelays e poco successivamente (1603) da Heywood nel Country measures, rounds, and jiggs, come danza irlandese di origine popolare e corale. Come è sovente nelle danze corali, il corifeo, dopo aver ballato un a solo, danza con una delle donne, in modo tale che questa diventi man mano una danza a coppie. Secondo lo storico Curt Sachs, la giga non era una danza corale, ma bensì una danza campestre. Infatti il Dancing Master di John Playford attesta che le danze campestri più di moda erano costituite secondo melodie di gighe.
Successivamente, la danza viene importata in Scozia ed in Inghilterra, dove, nel 1600, diventa famosa la Kempe's Jig. La Kempe's Jig (in italiano La Jig di Kempe) era una sorta di farsa umoristica dove, la danza rimaneva, comunque, in primo piano. William Kempe aveva creato la sua jig mischiando la danza popolare con il canto e la recitazione e molto spesso trattava di argomenti indecenti. Le Jigs venivano rappresentate alla fine dei drammi e divennero popolarissime. Con il decreto Order for suppressinge of Jigges att the ende of Playes del 1612 fu proibita la rappresentazione delle Jigs al termine degli spettacoli.
Nel Country measures, rounds, and jiggs (1603) la giga viene citata ancora una volta come danza di gruppo. Nonostante tutto, comunque, i passi e movimenti esatti delle gighe popolari nel XVI secolo non sono sopravvissuti sino ai giorni nostri e la sola cosa certa è che queste erano sempre allegre e vivaci. Però possiamo paragonare le jig di questo periodo alla Moresca.
Nello stesso periodo compaiono nelle musiche per liuto e nelle composizioni dei virginalisti inglesi le prime le gighe sia in tempi ternari che binari.
Sotto la Regina Elisabetta I, la giga diventa danza di corte e grazie a William Shakespeare possiamo avere una descrizione della danza originale scozzese e irlandese.
(William Shakespeare, Much ado about nothing)
Possiamo capire che la danza non è legata ad una forma precisa e che è piena di vita, fuoco e fantasia. La giga scozzese richiede un vivace battere dei talloni ed un gioco di punte rapido lasciando la parte superiore del corpo immobile, come molte altre danze scozzesi:
Putlife and mettle in their heels»
(Robert Burns, Tam O'Shanter)
Altre descrizioni del periodo ci informano che la variante scozzese era in tempo binario.
Nel XVII secolo, sotto Luigi XIV, la giga raggiunge dapprima la Francia e poi poco successivamente il resto d'Europa integrandosi nelle altre già presenti contraddanze. La nuova forma che questa danza assume si può definire grazie a Feuillet nel suo Choréographie ou l'art de décrire la danse par caractéres, figures et signes desmonstratifs (1699): egli la indica come una gigue à deux, anche se si può affermare che questa non sia sempre stata così. Nel Dancing Master di John Playford (1651) descrive alcune gighe: la Kemps Jegg, la Millisons Jegge e la Lord of Carnarvans Jegg. Le danze vengono descritte accuratamente accanto alle melodie prese dall'antica farsa-giga: Nobody's Jig.
In Italia, la giga si sviluppa differentemente da quella inglese, tedesca o francese: infatti questa si trasforma in una danza di corteggiamento amoroso suddivisa in differenti variazioni regionali. Sempre in questo periodo che la giga trova il periodo di massimo splendore nella letteratura musicale dove diventa componente della suite strumentale, ma possiamo affermare, a causa dell'incertezza della misura, che i compositori non scrivevano più per danze.
Fino alla fine del XVIII secolo, la giga si trova in molte raccolte di danze popolari, assieme alla Hornpipe e alla Morris Dances, come quella di John Walsh The Third Book of The most Celebrated Jiggs, Lancashire Hornpipes, Scotch and Highland Lilts, Northern Frisks, Morris's and Cheshire Rounds, with Hornpipes the Bagpipe manner (1730 circa). All'inizio del XVIII secolo, la giga presenta la sua dubbia reputazione: nel 1711, Edward Pemberton pubblica una raccolta di danze per giovani donne di status più elevato.
In Europa, a eccezione dell'Italia, la giga decadde verso la metà del settecento.
A New York, negli anni 1830, la gigue degli immigrati irlandesi si fonde con la shuffle degli schiavi per dare il buck and win, l'antenato del moderno tip tap.Nel 1843, si danza la giga irlandese mano nella mano:
In Canada (Québec) la giga diventa molto popolare nel XIX secolo e all'inizio del XX.

## Varianti italiane
Fra le varianti italiane si possono citare la giga emiliana nel repertorio dei balli staccati dell'appennino bolognese (valle del Savena, valle del Setta), che si balla in coppia.
Nel Piacentino, nell'Oltrepò Pavese, nell'Alessandrino e nel Genovese (zona conosciuta come Quattro province) si ballano due varianti: giga a due, con un cavaliere e due dame, e giga a quattro, con due uomini e quattro donne.
A Rocca Grimalda in provincia di Alessandria la giga viene invece ballata nel contesto rituale della Lachera da tre personaggi maschili e la dama centrale di tutta la festa, la sposa.
La giga, ballata in coppia, arriva sino in Romagna ma non va oltre, arriva sino a Palazzuolo, nella valle del Senio, ed è conosciuta in due forme in val Santerno, la giga di San Pellegrino e la giga di Castel del rio, con una forma coreografata per 4 coppie la si trova anche a Firenzuola, e si balla ogni 2 anni in occasione della festa "Aringata".
Con il nome di gigo è anche ballata nelle regioni occitane. "Lo gigo" (nella lingua occitana la terminazione in -o è femminile) si balla in quadrette.

## Lajig
La jig o simple jig è una danza tradizionale tuttora praticata in Irlanda e in Scozia, e viene normalmente trascritta in 68, ma occasionalmente anche in 128.
Queste culture musicali folkloriche, ancora molto vive e in ulteriore evoluzione, contemplano anche le varianti ritmiche della slip jig (trascritta sempre in 98) e della double jig (trascritta in 68).
La variante irlandese si balla in 8.

## Discografia
- 1986: I Suonatori delle quattro province - Musica tradizionale dell'Appennino—Robi Droli
- 1987: Baraban - I canti rituali, i balli, il piffero - ACB
- 1994: Stefano Valla/Franco Guglielmetti - Traditions of the oboe = Traditions du piffero—Silex mosaïque
- 1995: I suonatori della valle del Savena Che non venisse mai giorno—Ass. E bene venga maggio
- 1995: Irish Dances—EPM, Parigi
- 1998: Silvio Peron e Gabriele Ferrero Ballo delle valli occitane d'Italia—Robi Droli
- 2002: Stefano Faravelli/Franco Guglielmetti - Antiquae: danze delle 4 Province—Spazio libero